# Parigi-Roubaix 1927
La Parigi-Roubaix 1927, ventottesima edizione della corsa, fu disputata il 17 aprile 1927, per un percorso totale di 260 km. Fu vinta dal belga Georges Ronsse giunto al traguardo con il tempo di 8h32'20" alla media di 30,449 km/h davanti a Joseph Curtel e Charles Pélissier.
Presero il via da Le Vésinet 128 ciclisti, 97 di essi tagliarono il traguardo di Roubaix.

## Ordine d'arrivo (Top 10)
| Pos. | Corridore         | Squadra        | Tempo    |
| ---- | ----------------- | -------------- | -------- |
| 1    | Georges Ronsse    | Automoto       | 8h32'20" |
| 2    | Joseph Curtel     | Peugeot        | s.t.     |
| 3    | Charles Pélissier | Dilecta-Wolber | s.t.     |
| 4    | Julien Delbecque  | Alcyon-Dunlop  | s.t.     |
| 5    | Adelin Benoît     | Alcyon-Dunlop  | s.t.     |
| 6    | Romain Bellenger  | Meteore        | s.t.     |
| 7    | René Hamel        | Thomann        | s.t.     |
| 8    | André Verbist     | JB Louvet      | s.t.     |
| 9    | Leopold Matton    | Armor          | s.t.     |
| 10   | Alexandre Maes    | Peugeot        | s.t.     |